# Estación de Nueva Montaña-Antana
Nueva Montaña-Antana o simplemente Nueva Montaña es un apeadero ferroviario situado en el municipio español de Santander, en la comunidad autónoma de Cantabria. Forma parte de la línea C-1 de Cercanías Cantabria operada por Renfe.

## Situación ferroviaria
La estación se encuentra en el punto kilométrico 510,939 de la línea férrea de ancho ibérico Palencia-Santander a 5,25 metros de altitud. Históricamente dicho kilometraje se corresponde con el trazado Madrid-Santander por Palencia y Alar del Rey. 

## La estación
Si bien Nueva Montaña contaba con un cargadero cuando se abrió el 10 de octubre de 1858 el tramo Los Corrales de Buelna-Santander de la línea que pretendía unir Alar del Rey con Santander, dichas instalaciones no se corresponden con el actual apeadero.
El apeadero consta de un andén lateral con una marquesina que accede a una vía.

## Servicios ferroviarios

### Cercanías
Forma parte de la línea C-1 de la red de Cercanías Cantabria. Veinticuatro trenes en ambos destinos unen Nueva Montaña con Santander. Dos minutos bastan para cubrir el trayecto.
| procedencia/destino | < estación | Línea | estación >     | destino/procedencia                 |
| ------------------- | ---------- | ----- | -------------- | ----------------------------------- |
| Santander           | Valdecilla |       | Muriedas-Bahía | RenedoLos Corrales de BuelnaReinosa |